# 可歌まと
可歌 まと（かうた まと、4月7日 - ）は、日本の漫画家。愛知県出身。血液型はO型。
2006年、「かうた」名義で「ゆらゆら不思議力学」にて第177回LMS（ララまんが家スカウトコース）ベストルーキー賞受賞。2007年、「星の夜にはあふれる嘘を」で第45回LMG（ララまんがグランプリ）ゴールドデビュー賞を受賞。以後、白泉社の漫画雑誌『LaLa』、『LaLa DX』で主に作品を発表している。

## 作品リスト

### 連載
- ひみつの姫君 うわさの王子（『LaLaDX』2007年 - 2009年）
- 狼陛下の花嫁（『LaLa』2009年11月号[1] - 2018年9月号[2]）
- 鳩子さんは時々魔法少女（『LaLa』2019年4月号[3] - 2021年5月号[4]）
- 帝国の恋嫁（『LaLa』2022年5月号[5] - ）

### 読み切り
- ゆらゆら不思議力学（『LaLaDX』2006年11月号） - 第177回LMSベストルーキー賞受賞、『ひみつの姫君 うわさの王子』1巻に併録。
- 星の夜にはあふれる嘘を（『LaLaDX』2007年9月号） - 第45回LMGゴールドデビュー賞受賞、『狼陛下の花嫁』2巻に併録。
- 星降る丘の魔女（『LaLaDX』2008年5月号）
- 女神の盤上（『LaLaDX』2009年7月号）
- お伽話、ひとつ（『白LaLa』2012年）
- うちの猫さん（『LaLaDX』2021年5月号[6]）
- 帝国の恋嫁（『LaLaDX』2021年9月号[7]）

### 書籍
- 『ひみつの姫君 うわさの王子』、白泉社〈花とゆめコミックス〉2008年 - 2009年、全2巻
  1. 2008年9月5日発売[8]、ISBN 978-4-592-18044-9
  2. 2009年6月5日発売[9]、ISBN 978-4-592-18045-6
- 『狼陛下の花嫁』、白泉社〈花とゆめコミックス〉2009年 - 2018年、全19巻
- 『鳩子さんは時々魔法少女』、白泉社〈花とゆめコミックス〉2019年 - 2021年、全4巻
  1. 2019年10月4日発売[10]、ISBN 978-4-592-22031-2
  2. 2020年5月1日発売[11]、ISBN 978-4-592-22032-9
  3. 2021年1月4日発売[12]、ISBN 978-4-592-22033-6
  4. 2021年6月4日発売[13]、ISBN 978-4-592-22034-3
- 『帝国の恋嫁』、白泉社〈花とゆめコミックス〉2022年 - 、既刊7巻（2025年6月5日現在）
  1. 2022年7月5日発売[14][15]、ISBN 978-4-592-22131-9
  2. 2022年12月5日発売[16]、ISBN 978-4-592-22132-6
  3. 2023年6月5日発売[17]、ISBN 978-4-592-22133-3
  4. 2023年12月5日発売[18]、ISBN 978-4-592-22134-0
  5. 2024年6月5日発売[19]、ISBN 978-4-592-22135-7
  6. 2024年11月5日発売[20]、ISBN 978-4-592-22206-4
  7. 2025年6月5日発売[21]、ISBN 978-4-592-22207-1

## 関連人物
緑川ゆき
緑川は仲のいい漫画家のひとりに可歌を挙げている。